# Girlschool (Britny Fox)
Girlschool è una canzone del gruppo musicale statunitense Britny Fox, estratta come singolo dal loro album Britny Fox nel 1988.
Nel 2014 è stata indicata come la 14ª più grande canzone pop metal da Yahoo! Music.

## Video musicale
Il videoclip del brano inizia mostrando delle studentesse che si recano in classe. Una di queste ha un lettore di audiocassette e un paio di cuffie, tuttavia quando fa partire la musica, viene notata dalla sua severa insegnante. La donna si avvicina alla ragazza e con delle forbici le taglia i fili delle cuffie, ma non appena fa ciò si materializzano alle sue spalle i Britny Fox che si esibiscono sul palco. La musica del gruppo fa scatenare le studentesse in classe, riuscendo alla fine addirittura a smuovere anche la maestra.

## Tracce
45 giri
1. Girlschool (versione radiofonica) – 3:59
2. Don't Hide – 4:50

Maxi singolo
1. Girlschool (versione album) – 4:39
2. Kick 'n' Fight – 3:37
3. Fun in Texas – 4:27